# فرانسيس اولسن
فرانسيس اولسن (بالإنجليزية: Frances Olsen)‏ هي عالمة قانونية أمريكية، ولدت في 4 فبراير 1945.